# Alpiner botanischer Garten Chanousia

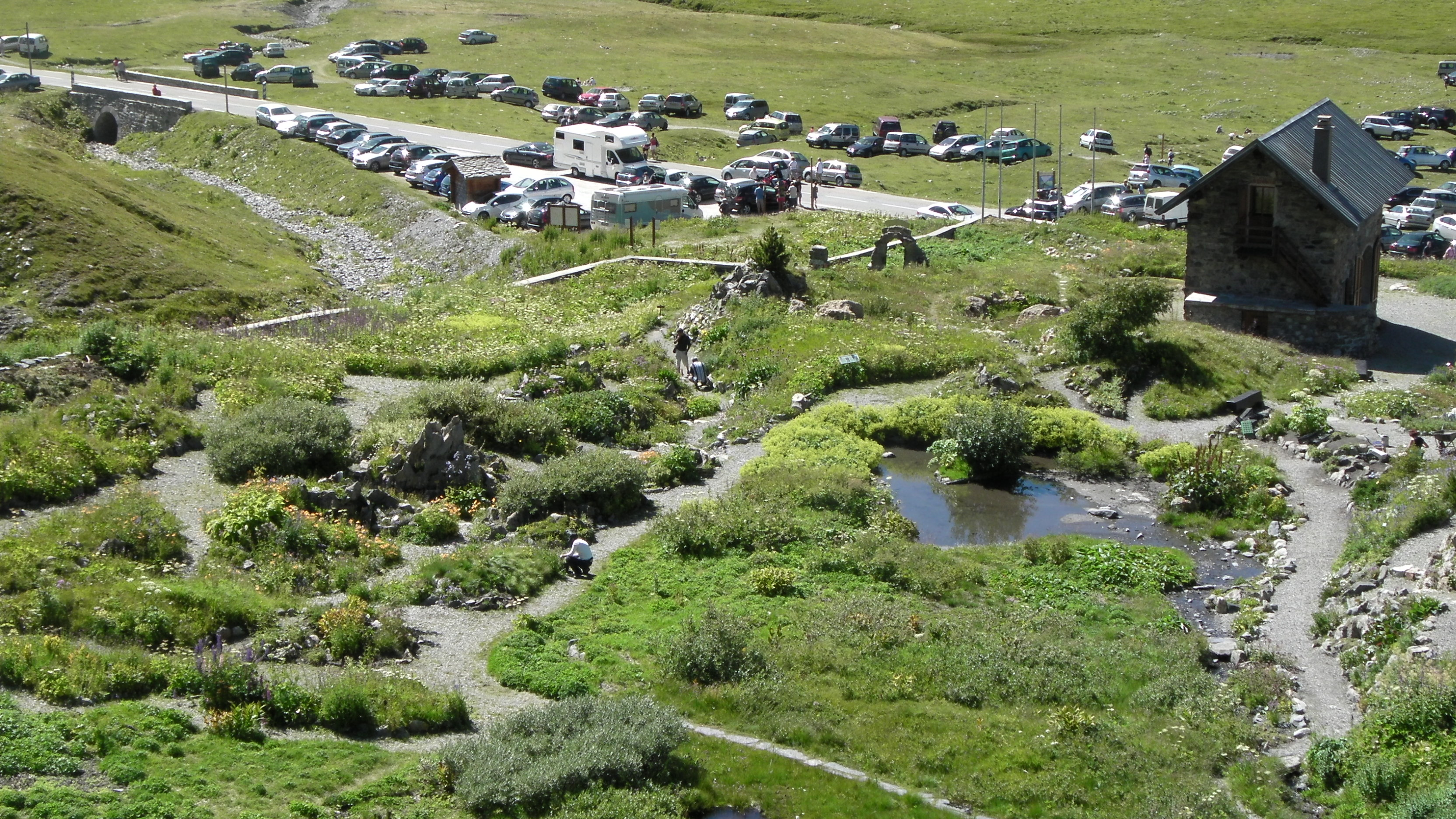
Panoramablick auf den Garten

Der Alpine botanische Garten Chanousia ist ein Alpinpflanzengarten und befindet sich auf 2170 m auf dem französischen Gebiet des zum Département Savoyen gehörenden Kleinen Sankt Bernhard an der Grenze zu Italien und dem Aostatal.

## Geschichte
Von 1860 bis 1909 wurde das Hospiz des Mauritianerordens auf dem Kleinen Sankt Bernhard, das sich zu dieser Zeit auf italienischem Gebiet befand, von dem Abt Pierre Chanoux aus dem Aostatal geleitet. Aufgrund seiner Leidenschaft für die Botanik legte er ab 1880 einen Garten an, dessen Entstehung 1893 durch einen Beschluss der Gemeinde La Thuile formalisiert wurde. Der Garten erhielt den Namen seines Gründers und wurde am 29. Juli 1897 eingeweiht.
Danach wurde er unter anderem von Lino Vaccari und Marco De Marchi geleitet und konnte über 4000 Arten der typischen Alpenflora beherbergen. Er gilt als einer der ersten Gärten, nicht nur auf lokaler Ebene, mit einer derart großen Anzahl an Arten.
Durch die Bombenangriffe des Zweiten Weltkriegs zerstört, wurde er mit dem Vertrag von Paris französisches Territorium. Er blieb bis 1978 verwahrlost, als die Société de la flore valdôtaine unter der Leitung von Éphyse Noussan ihr Restaurierungsprojekt startete.
Obwohl er sich auf französischem Gebiet befindet, gehört er dem Orden der Heiligen Mauritius und Lazarus und der Gemeinde La Thuile.

## Vorhandene Arten
Die vorkommenden Arten sind nach Themen geordnet:
- Alpines Grasland
- Bachläufe
- Hochstaudenfluren
- Kalkstein-Felsgärten
- Moränenschutthalden
- Silikatfelsen
- Torfmoore

Die Saatgutbibliothek und die Felsengärten werden derzeit wiederhergestellt.